# Ros Coats
Ros Coats (verheiratete Ros Evans; * 17. Januar 1950; † 31. August 2024) war eine britische Skilangläuferin und Orientierungsläuferin.
Coats belegte bei den nordischen Skiweltmeisterschaften 1982 in Oslo den 54. Platz über 5 km, den 51. Rang über 10 km, den 44. Platz über 20 km und dem 11. Platz mit der Staffel und im Februar 1984 in Sarajevo bei ihrer einzigen Teilnahme an Olympischen Winterspielen  den 45. Platz über 10 km, den 44. Rang über 5 km und den 36. Platz über 20 km. Zudem wurde sie zusammen mit Lauren Jeffrey, Nicola Lavery und Doris Trueman Elfte in der Staffel. Im folgenden Jahr nahm sie an den Orientierungslauf-Weltmeisterschaften in Bendigo teil. Ihre Tochter Neah Evans ist als Radrennfahrerin aktiv.